# Ostrovu, Prahova
Ostrovu (mai vechi, Strâmbeni) este un sat în comuna Aluniș din județul Prahova, Muntenia, România.
Așezarea este atestată documentar în 1635.
În 2011, satul avea 1052 de locuitori.